# Overcooked
Overcooked (укр. Переварене) — симулятор приготування їжі, розроблений Ghost Town Games і випущений Team17 для Microsoft Windows, PlayStation 4 і Xbox One у 2016, пізніше для Nintendo Switch у 2017.

## Ігровий процес
Ви граєте за двох учнів великого кухаря, який пророкує апокаліпсис, влаштований макаронним монстром. Вам доведеться проходити рівні, суть яких полягає у підготовці до битви з цим монстром, щоб врятувати світ
У гру можуть грати до чотирьох гравців на одному екрані або один гравець за двох персонажів.
Гравцям доведеться нарізати овочі, варити інгредієнти, мити посуд, подавати страви. Протягом раунду гравцям будуть надходити замовлення на страви різного рівня складності. Щоб виконати всі замовлення, потрібно працювати злагоджено. За виконані замовлення гравці заробляють монети з додатковим бонусом за швидкість виконання, метою раунду є зібрати якомога більше монет.
На кожному рівні кухні виглядають по різному і мають свої ускладнення, як пересувні стіни чи звичайні землетруси. На кожному рівні присутні: зони нарізання, плити, духовки, раковина, сміття і вікно приймання страв.
У грі є два режими:
- Сюжет — метою якого є заробити три зірки на кожному рівні та подолати фінального боса.
- Протистояння — в якому від двох до чотирьох гравців на однакових кухнях змагаються у приготуванні якомога більшої кількості страв.

## Сприйняття

### Steam
Steam налічує понад 9.800 відгуків на гру.  Більшість з них позитивні.

### Metacritic
На сайті Metacritic люди оцінили гру на 7.8 з 10